# Epitonium clathrus
Pour les articles homonymes, voir Scalaire.
Espèce
Epitonium clathrus, le scalaire, est une espèce de mollusques gastéropodes marins appartenant à la famille des Epitoniidae.

## Dénomination
- Homonymie : on appelle aussi "scalaire" un poisson dulçaquicole apprécié des aquariophiles (Pterophyllum scalare).
- Le coquillage est aussi communément appelé "tourelle".

## Description
Longueur : jusqu'à 3 cm. La coquille est blanchâtre, fortement spiralée et ornée de crêtes transversales très saillantes. L'orifice de la coquille est arrondi, à bords épais.

## Répartition
Europe occidentale et Méditerranée.

## Habitat
Sables vaseux.

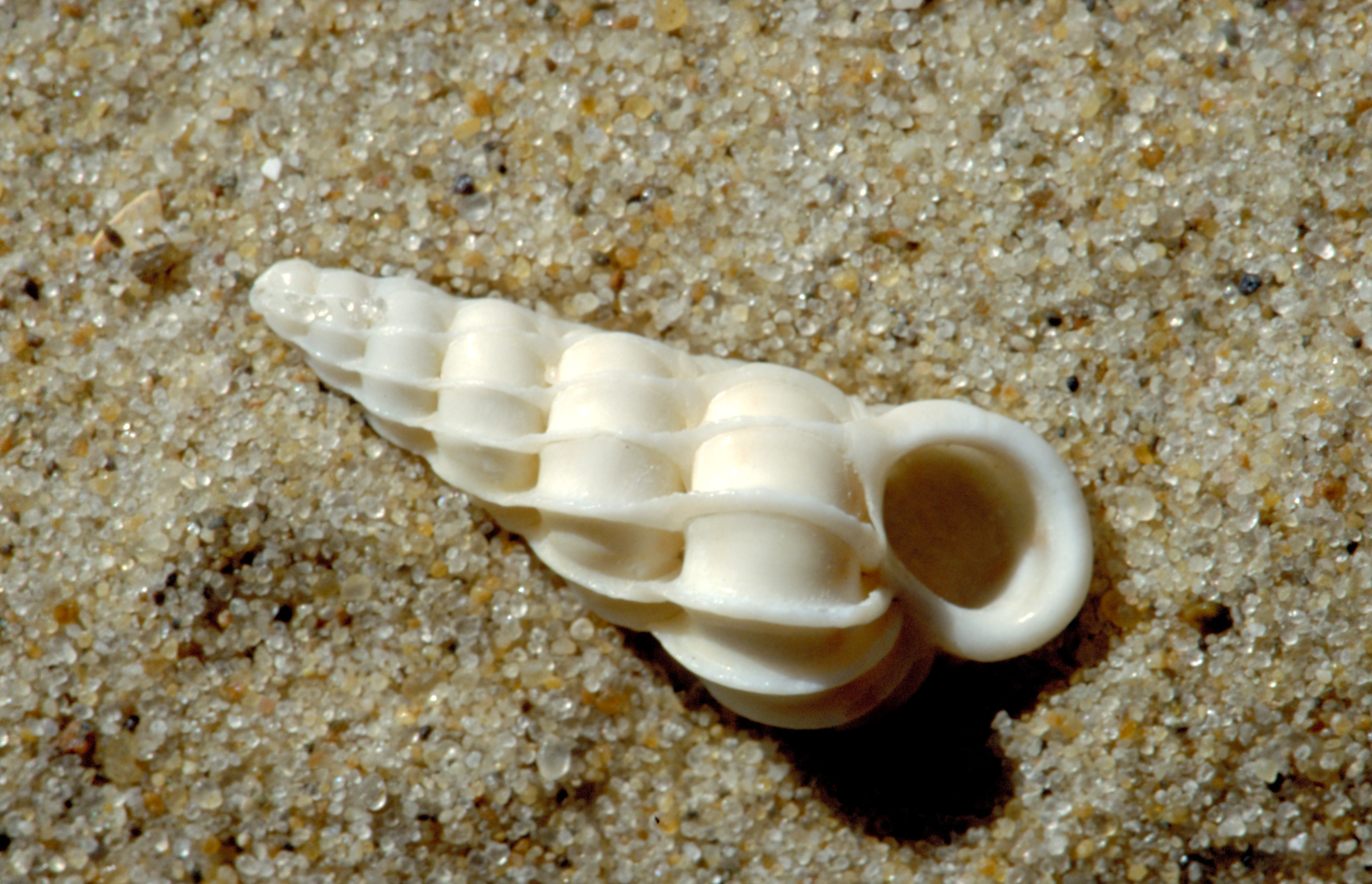
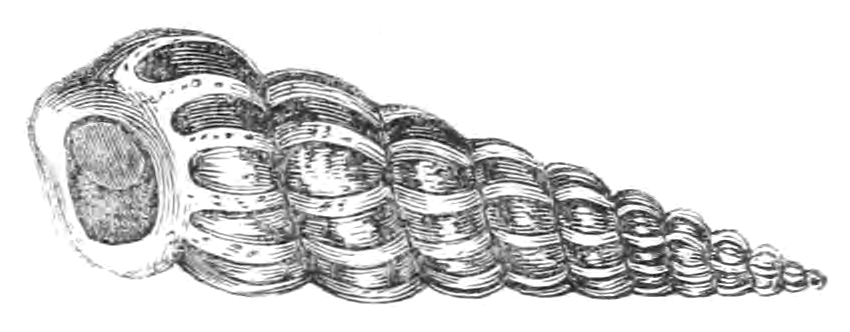
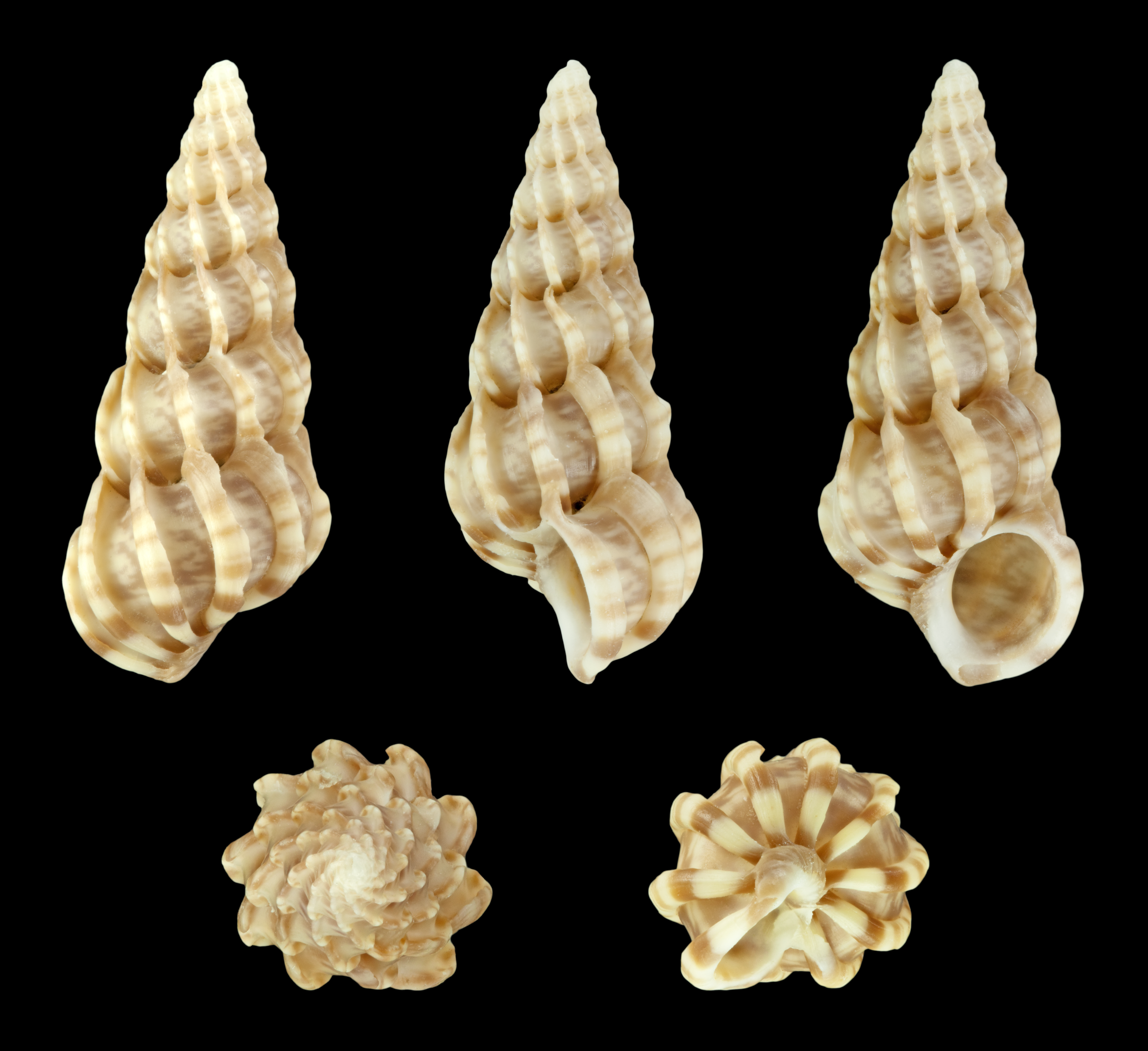
Ssp. mediterraneum

## Source
- Arianna Fulvo et Roberto Nistri, 350 coquillages du monde entier, Delachaux et Niestlé, Paris 2005, 256 p.  (ISBN 2-603-01374-2)